# 高尔特 (加利福尼亚州)
高尔特（英語：Galt），是美国加利福尼亚州萨克拉门托县下属的一座城市。建市于1946年8月16日，面积大约为5.93平方英里（15.4平方公里）。根据2010年美国人口普查，该市有人口23,647人。